# Spiro Malas
Spiro Samuel Malas (né le 28 janvier 1933 à Baltimore, Maryland et mort le 23 juin 2019 à Manhattan) est un chanteur lyrique (basse) et acteur américain d'origine grecque.

## Biographie
Né de parents d'origine grecque, Spiro Malas étudie d'abord au Conservatoire Peabody de sa ville natale, puis à New York, puis en privé avec Rosa Ponselle. Il débute à Baltimore en 1959, dans de petits rôles. 
Après avoir gagné au « Met Auditions of the Air », il débute au New York City Opera en 1961, où il obtient un succès considérable dans A Midsummer Night's Dream de Benjamin Britten en 1963, et participe à la célèbre production de Giulio Cesare en 1966, dans le rôle de Ptolémée, aux côtés de Beverly Sills.
Remarqué par Joan Sutherland, il l'accompagne lors de sa tournée en Australie en 1965, et enregistre à ses côtés, les opéras Semiramide (Oroe), L'elisir d'amore (Dulcamara), La Fille du régiment (Sulpice).
Il poursuit alors une carrière internationale, paraissant à Milan, Salzbourg, Wexford, Édimbourg, et débute au Metropolitan Opera de New York en 1983, en Sulpice. 
Malas continue à se produire jusque dans les années 1990, dans des rôles de composition, tels Bartolo dans Le nozze di Figaro, Benoit dans La Bohème, le Sacristain dans Tosca, etc.

## Filmographie

### Télévision
- 1997 : New York, police judiciaire (saison 7, épisode 19) : Penas
- 1998 : New York, police judiciaire (saison 8, épisode 23) :  Cabbie
- 2000 : New York, unité spéciale (saison 1, épisode 12) : l'homme d'affaires russe
- 2005 : New York, police judiciaire (saison 16, épisode 9) : Paul Bakalis

### Cinéma
- 2004 : Poster Boy de Zak Tucker

## Sources
- David Hamilton, The Metropolitan Opera Encyclopedia, Simon & Schuster, 1987,  (ISBN 0-671-61732-X) (OCLC 15588662)